# معطف خارجي
المعطف الخارجيّ أو الكَبُّوت (الأخير معرب من الفرنسية capote) هو نوع من المعاطف الطويلة المخصصة للارتداء كثوب خارجي، والذي يمتد عادة إلى أسفل الركبة. تستخدم المعاطف الخارجية بشكل شائع في الشتاء عندما يكون الدفء أكثر أهمية من المظهر.